# Victoire Du Bois
Victoire Du Bois est une actrice française, née le 14 juin 1989, à Nantes.

## Biographie
Victoire Du Bois est née le 14 juin 1989, à Nantes, d'une mère française, et d'un père américain, originaire du Texas. Elle grandit à Corbeil-Essonnes, mais finit ses études en internat au lycée de Nantes en y suivant en particulier l'option théâtre. Elle passe par l'École du Jeu (à Paris) avant d'entrer au Conservatoire national supérieur d'art dramatique. Elle fait à la fois du cinéma, de la télévision et du théâtre.
En 2012, à sa sortie du Conservatoire, elle fait la rencontre de Patrice Chéreau, avec qui elle devait jouer dans Comme il vous plaira de Shakespeare, qu'il aurait dû mettre en scène à l'Odéon. Par la suite, elle travaille dans des mises en scène de Luc Bondy pour deux pièces, notamment Ivanov d'Anton Tchekhov (avec en particulier Micha Lescot) qui la révèle au public.
Au cinéma, elle est dirigée en particulier par Nicole Garcia, Luca Guadagnino, Guillaume Renusson et Jérémy Clapin, tout en tentant de concilier cette carrière à l'écran avec une carrière théâtrale. 
En 2019, elle endosse le rôle d'Emma Larsimon dans la série Marianne, diffusée sur Netflix.
En 2023, elle apparaît dans la série D'argent et de sang de Xavier Giannoli, où elle joue Emilie Weynachter la fille de Vincent Lindon, puis dans le film de Thierry de Peretti, À son image (2024), et prépare le tournage de son premier film A Bitter End produit par Emmanuel Chaumet eccefilms.
Elle est membre du collectif 50/50 qui a pour but de promouvoir l’égalité des femmes et des hommes et la diversité dans le cinéma et l’audiovisuel,.

## Filmographie

### Cinéma

#### Longs métrages
- 2013 : Malavita de Luc Besson : la fille au ruban rose
- 2015 : La Chambre interdite (The Forbidden Room) de Guy Maddin et Evan Johnson : Lotte
- 2016 : Mal de pierres de Nicole Garcia : Jeannine
- 2016 : Spiritismes (Seances) de Guy Maddin : Lotte
- 2017 : Call Me by Your Name de Luca Guadagnino : Chiara
- 2017 : Nous sommes jeunes et nos jours sont longs de Cosme Castro et Léa Forest : Annie
- 2019 : J'ai perdu mon corps de Jérémy Clapin : Gabrielle (voix)
- 2022 : Novembre de Cédric Jimenez : Julia
- 2022 : Les Survivants de Guillaume Renusson : Justine
- 2023 : Petites de Julie Lerat-Gersant : Clo
- 2023 : La Graine d'Éloïse Lang : Cécile
- 2024 : À son image de Thierry de Peretti : Jelica
- 2026 : L'Inconnue d'Arthur Harari

#### Courts métrages
- 2014 : Ada et ses amis d'Antonin Desse : Rosalie
- 2015 : We need to talk about Amalia now d'Héloïse Beillevaire : Cécile
- 2017 : Quelque chose brûle de Mathilde Chavanne
- 2017 : Gros chagrin de Céline Devaux : Mathilde (voix)
- 2017 : Hédi & Sarah de Yohan Manca : Victoire
- 2018 : Que la nuit s'achève de Denoal Rouaud : Gaëlle
- 2018 : Tarla ! de Morad Saïl : Victoire
- 2019 : Matriochkas de Bérangère McNeese : Rebecca
- 2020 : Le lac de Nyima Cartier : Christine
- 2021 : L'homme silencieux de Nyima Cartier : Cécile (voix)
- 2022 : Ce n'est rien de Marion Harlez-Citti

### Télévision

#### Téléfilm
- 2013 : La Mer à l'aube de Volker Schlöndorff : Odette Nilès

#### Séries télévisées
- 2012 : Main courante : Chany (saison 1, épisode 6 Dérapages)
- 2019 : Marianne : Emma (8 épisodes)
- 2022 : Le Monde de demain : Nina Hagen (saison 1, épisode 5 Nova)
- 2023 : Aspergirl : Ariane
- 2023 : D'argent et de sang de Xavier Giannoli : Emilie
- 2023 : Split d'Iris Brey : Adèle
- 2024 : Becoming Karl Lagerfeld (mini-série télévisée Disney +) : Anne de Bascher

## Théâtre
- 2013 : Louison d'Alfred de Musset, mise en scène François Orsoni
- 2013 : L'Odeur du sang humain ne me quitte pas des yeux de Philippe Ulysse
- 2014 : Pauvreté Richesse Homme et Bête de Hans Henny Jahnn, mise en scène Pascal Kirsch
- 2015 : Le Tartuffe ou l'Imposteur de Molière, mise en scène Luc Bondy
- 2016 : Ivanov de Tchekhov, mise en scène Luc Bondy
- 2016 : À toute allure, mise en scène Patrick Piard
- 2017 : Le Chien La nuit et le couteau de Marius von Mayenburg, mise en scène Louis Arene
- 2018 : La Princesse Maleine de Maurice Maeterlinck, mise en scène Pascal Kirsch
- 2018 : Iphigénie de Jean Racine, mise en scène Chloé Dabert